# Нову-Триунфу
Нову-Триунфу (порт. Novo Triunfo)  —  муниципалитет в Бразилии, входит в штат Баия. Составная часть мезорегиона Северо-восток штата Баия. Входит в экономико-статистический  микрорегион Рибейра-ду-Помбал. Население составляет 15 436 человек на 2006 год. Занимает площадь 217,894 км². Плотность населения — 70,8 чел./км².
Праздник города — 24 февраля.

## Статистика
- Валовой внутренний продукт на 2003 год составляет 17 488 103,00 реалов (данные: Бразильский институт географии и статистики).
- Валовой внутренний продукт на душу населения на 2003 год составляет 1198,47 реалов (данные: Бразильский институт географии и статистики).
- Индекс развития человеческого потенциала на 2000 год составляет 0,581 (данные: Программа развития ООН).